# Тодор Стратиев
Тодор Стратиев е български дарител, търговец на сапуни.

## Биография
Роден е около 1841 г. в Ловеч. Остава кръгъл сирак. Постепенно навлиза в търговията със сапуни и на 20 години вече се утвърждава в този бизнес. Активно се противопоставя на ловешкия владика Иларион Ловчански и поставя църковния въпрос в града. Подпомага финансово и местния Ловешки революционен комитет. По време на Руско-турската война от 1877 – 1878 г. заминава за Свищов. След войната се завръща в града. Бил е общински съветник в Ловеч. На 19 юли 1889 г. завещава цялото си имущество на стойност 12 хиляди златни лева на Министерството на народната просвета. След смъртта му, то трябва да бъде разпродадено и след изплащането на дълговете да бъде създаден фонд „Стратиев – народно развитие“. Той умира на 17 август 1890 г. Фондът е ликвидиран през 1948 г. чрез вливането на фонд „Завещатели и дарители“ на Министерството на народната просвета в държавния бюджет.